# 逃げる天使
『逃げる天使』（Chasers, にげるてんし）は、1994年公開のアメリカ合衆国の映画。デニス・ホッパー監督の7作目にして最後の長編作品。破滅的なストーリー展開が少なくないホッパー作品では珍しくコメディ色が強く、ラストもハッピー・エンドであった。ホッパー自身も、ダッチワイフを抱えながらワンポイント出演している。
1995年4月21日にポニーキャニオンから「チェイサーズ」と改題される形で字幕&吹き替えの2バージョンのVHSビデオが発売されたことはあったが、DVDは現在のところ未発売。
元ネタは『さらば冬のかもめ』(1973年)。こちらでは護送囚が男性であったが、本作では女性として換骨奪胎を図っている。トム・ベレインジャーの役はジャック・ニコルソンが演じている。

## ストーリー
海軍の堅物なベテラン曹長のロック・ライリーと、お調子者の若き二等事務下士官のエディ・ディヴェイン。全く対照的な二人がひょんなきっかけからコンビを組まされ、脱走の罪で逮捕された囚人を護送する任務を命じられるが、その護送囚であるトニ・ジョンソンは、金髪美女にして筋金入りのトラブルメーカー。当然ながらロックとエディは、何度も脱走をはかるトニに散々振り回されてしまう。

## キャスト
※括弧内は日本語吹替
- ロック・ライリー - トム・ベレンジャー（柴田秀勝）
- エディ・ディヴェイン - ウィリアム・マクナマラ（松本保典）
- トニ・ジョンソン - エリカ・エレニアック（伊藤美紀）
- ヴィンス・バンガー軍曹 - ゲイリー・ビジー（沢木郁也）
- スティグ - ディーン・ストックウェル（西村知道）
- ハワード・フィンスター - クリスピン・グローヴァー（稲葉実）
- デュエイン - フレデリック・フォレスト（秋元羊介）
- ケイティ - マリル・ヘナー
- フロー - ビティ・シュラム
- ボグ長官 - シーモア・カッセル（幹本雄之）
- ロリー・ブレインズ - マシュー・グレイヴ
- ヴァンス・ドゥーリー - グランド・L・ブッシュ
- ドギー - デニス・ホッパー（宝亀克寿）

## スタッフ
- 監督：デニス・ホッパー
- 製作：ジェームズ・G・ロビンソン
- 脚本：ジョー・バッティーア、ジョン・ライス、ダン・ギルロイ
- ストーリー：ジョー・バッティーア、ジョン・ライス
- 製作総指揮：ゲイリー・バーバー
- 撮影監督：ウエリ・スタイガー
- プロダクション・デザイン：ロバート・ピアソン
- 編集：クリスチャン・A・ワグナー
- 製作補：デヴィッド・ウィズニヴィッツ
- 音楽：ドワイト・ヨアカム、ピート・アンダーソン
- 製作：モーガン・クリーク・プロダクション
- アメリカ配給：ワーナー・ブラザース
- 日本配給：東宝東和